# Hansjörg Raffl
Hansjörg Raffl (né le 29 janvier 1958 à Valdaora) est un ancien lugeur italien.

## Biographie
Hansjörg Raffl a participé à des compétitions de luge simple et de double avec Alfred Silginer, Karl Brunner et enfin Norbert Huber avec lequel ils ont formé un des duos les plus prolifiques de ce sport. Il a participé à cinq éditions consécutives des Jeux olympiques d'hiver en 1980, 1984, 1988 (en simple), 1992 et 1994, et a obtenu deux médailles en double avec son coéquipier Norbert Huber. Après sa carrière sportive, Raffl devient entraîneur de l'équipe nationale de luge.

## Palmarès

### Jeux olympiques d'hiver
- en double aux JO de Lillehammer 1994
- en double aux JO d'Albertville 1992

### Championnats du monde
- par équipes à Winterberg en 1989
- en double à Calgary en 1990
- en double à Lake Placid en 1983
- en double à Winterberg en 1989
- par équipes à Calgary en 1990
- en double à Calgary en 1993
- en double à Winterberg en 1991
- par équipes à Winterberg en 1991
- par équipes à Calgary en 1993

### Coupe du monde
- Vainqueur du classement général du double en 1983, 1985, 1986, 1989, 1990, 1991, 1992 et 1993.
- Meilleur classement en simple : 2e en 1979
- 1 victoire en simple et 28 en double.